# Горизонтальная ветвь
Горизонтальная ветвь в астрономии — это стадия эволюции звёзд небольшой массы и низкой металличности, а также область, занимаемая ими на диаграмме Герцшпрунга — Рассела. Эта стадия идёт после ветви красных гигантов и предшествует асимптотической ветви гигантов. Звёзды на ней выделяют энергию за счёт ядерного горения гелия. Светимости этих звёзд лежат в небольшом диапазоне, но их температуры сильно варьируются. В низкотемпературной области горизонтальной ветви сконцентрированы более массивные и металличные звёзды населения I, которые образуют красное сгущение, а термин «горизонтальная ветвь» в основном используется для звёзд населения II.
Звёзды горизонтальной ветви часто бывают переменными типа RR Лиры, а сами горизонтальные ветви хорошо видны на диаграммах Герцшпрунга — Рассела для шаровых звёздных скоплений. С горизонтальными ветвями шаровых скоплений связана одна из нерешённых проблем астрономии — проблема второго параметра.

## Эволюция
Звёзды попадают на горизонтальную ветвь после гелиевой вспышки, которой завершается их пребывание на ветви красных гигантов, и начала ядерного горения гелия — этот переход длится очень короткий срок, порядка 104 лет. Это задаёт граничные массы для звёзд горизонтальной ветви: на неё попадают звёзды с начальной массой в диапазоне от 0,5 до 2,3 M⊙. Звёзды с массой менее 0,5 M⊙ неспособны запустить горение гелия в принципе, а у звёзд с массой более 2,5—3 M⊙ горение гелия начинается без вспышки — они не попадают на горизонтальную ветвь, а проходят голубую петлю.
Эволюционная стадия также определяет строение таких звёзд: их ядро практически полностью состоит из гелия. Состав внешней оболочки таких звёзд мало отличается от состава межзвёздной среды, состоящей в основном из водорода и гелия: в оболочках лишь ненамного больше гелия из-за первого вычерпывания, происходившего на ветви красных гигантов. В ядрах таких звёзд происходит тройная гелиевая реакция, в результате которой образуются углерод и кислород, а на границе ядра и оболочки происходит превращение водорода в гелий, в основном посредством CNO-цикла.
Когда звезда находится на горизонтальной ветви, мощность, выделяемая при горении водорода в слоевом источнике, уменьшается, но увеличивается мощность горения гелия в ядре. Пока основная доля энергии выделяется за счёт горения водорода, температура поверхности звезды со временем увеличивается, а когда доминирующим становится горение гелия — температура начинает уменьшаться. Это приводит к тому, что на диаграмме Герцшпрунга — Рассела звезда движется по петле. Из-за внутренней конвекции и периодического перемешивания вещества внутри звезды звезда делает ещё несколько петель на диаграмме. Кроме того, светимость звезды постепенно увеличивается, что приводит к движению по диаграмме вверх.
Со временем гелия в ядре становится всё меньше, в какой-то момент он перестаёт гореть в ядре и начинает гореть в слоевом источнике. Внешние оболочки звезды начинают расширяться и охлаждаться, и на диаграмме Герцшпрунга — Рассела она покидает горизонтальную ветвь и начинает двигаться вверх и вправо, попадая на асимптотическую ветвь гигантов. Время нахождения звезды на горизонтальной ветви приблизительно на два порядка меньше времени её нахождения на главной последовательности, например, для звезды с массой Солнца это время составит около 100 миллионов лет.

## Характеристики
Звёзды горизонтальной ветви имеют практически одинаковые светимости — их абсолютные звёздные величины обычно составляют 0,3—0,9m, но имеют большой разброс температур — от 4 до 35 тысяч кельвинов. Это приводит к тому, что на диаграмме Герцшпрунга — Рассела такие звёзды выстраиваются практически горизонтально, за счёт чего горизонтальная ветвь и получила такое название. Тем не менее, в высокотемпературной области светимость звёзд начинает уменьшаться с ростом температуры, и эта область на диаграмме перестаёт быть горизонтальной.
Звёзды, которые только что попали на горизонтальную ветвь, образуют так называемую горизонтальную ветвь нулевого возраста (англ. zero age horizontal branch). Положение конкретной звезды на ней определяется несколькими параметрами: общей массой и массой гелиевого ядра (либо массой оболочки), а также долей гелия и металличностью внешних оболочек.
На температуру сильнее всего влияет масса оболочки звезды, которая может быть различной для звёзд с одной начальной массой и химическим составом — потеря массы оболочки происходит случайным образом, когда звезда находится на ветви красных гигантов. При равных массах гелиевого ядра, чем меньше масса оболочки звезды, тем выше её температура на поверхности. Увеличение доли гелия приводит к увеличению светимости звёзд с массивными оболочками и низкой температурой, но и к понижению светимости звёзд с маломассивными оболочками и высокой температурой — таким образом, на диаграмме наклон и форма горизонтальной ветви меняется. Также для всех звёзд увеличение доли гелия приводит к увеличению температуры звёзд. Наконец, повышение содержания тяжёлых элементов приводит к тому, что звёзды становятся более холодными и тусклыми.
Хотя масса гелиевого ядра оказывает значительное влияние на светимость, для звёзд с массой менее 1,4 M⊙ масса гелиевого ядра оказывается практически одинаковой. Звёзды с меньшей массой, попадая на горизонтальную ветвь, имеют возраст более 4—5 миллиардов лет, следовательно, образовались достаточно давно и имеют низкую металличность — они относятся к населению II. Таким образом, звёзды горизонтальной ветви могут служить стандартными свечами.
Более массивные звёзды, хотя и эволюционируют качественно так же, при попадании на горизонтальную ветвь имеют меньший возраст, а значит, и большее содержание тяжёлых элементов, и относятся к населению I. Они плотно концентрируются в красной части горизонтальной ветви, которую называют красным сгущением, а термин «горизонтальная ветвь» для таких звёзд практически не используется.
По классам светимости звёзды горизонтальной ветви, как правило, относятся к звёздам-гигантам, однако наиболее горячие звёзды могут иметь светимости меньшие, чем у звёзд главной последовательности при том же спектральном классе, поэтому их относят к горячим субкарликам.

### Переменность
На диаграмме Герцшпрунга — Рассела через горизонтальную ветвь проходит полоса нестабильности, поэтому значительная часть звёзд горизонтальной ветви переменна. Такие звёзды являются переменными типа RR Лиры и пульсируют благодаря каппа-механизму, а также используются как стандартные свечи.
Переменными такого типа являются все звёзды горизонтальной ветви, попадающие на полосу нестабильности. С учётом того, что на диаграммах Герцшпрунга — Рассела обычно не отмечают переменные звёзды, на ней образуется пробел Шварцшильда в той области, куда должны попадать переменные типа RR Лиры.

### Горизонтальные ветви в шаровых звёздных скоплениях
Горизонтальные ветви хорошо видны на диаграммах Герцшпрунга — Рассела для шаровых звёздных скоплений. При этом в отдельных скоплениях звёзды имеют одинаковый возраст и химический состав, а значит, на горизонтальной ветви одновременно оказываются звёзды из очень узкого диапазона начальных масс. Звёзды, потерявшие большую часть оболочки, а значит, ставшие наименее массивными, на горизонтальной ветви оказываются в голубой части, и наоборот.
При изучении морфологии горизонтальной ветви она обычно делится на три части: выделяются переменные типа RR Лиры (см. выше) и две группы звёзд — более голубые (с высокой температурой) и более красные (с низкой температурой). Распределение звёзд по частям горизонтальной ветви различается в различных звёздных скоплениях. Для описания этого распределения вводится параметр «голубизны»: {\textstyle a={\frac {B-R}{N}}}, где {\displaystyle B} — количество звёзд в голубой части, {\displaystyle R} — в более красной, {\displaystyle N} — общее количество звёзд горизонтальной ветви. Параметр меняется в диапазоне от −1 для скоплений, у которых все звёзды находятся в красной части, до 1 для скоплений, у которых все звёзды находятся в голубой части.
С этой величиной связана так называемая проблема второго параметра (или «проблема третьего параметра»). Теоретически голубизна горизонтальной ветви должна быть сильно связана с возрастом и с металличностью шаровых звёздных скоплений. Чем выше металличность звёзд, тем в более голубой области они должны находиться, а чем больше возраст скопления, тем менее массивные звёзды оказываются на горизонтальной ветви, и, как следствие, попадают в более голубую область. Несмотря на это, скопления одинакового возраста и металличности могут иметь совершенно различную морфологию горизонтальной ветви. Соответственно, неизвестный параметр (или их множество), который влияет на голубизну горизонтальной ветви, и называется «третьим параметром», либо, если зависимость от возраста считать очевидной, то «вторым параметром», что и даёт название проблеме.